# セイントイライアス山

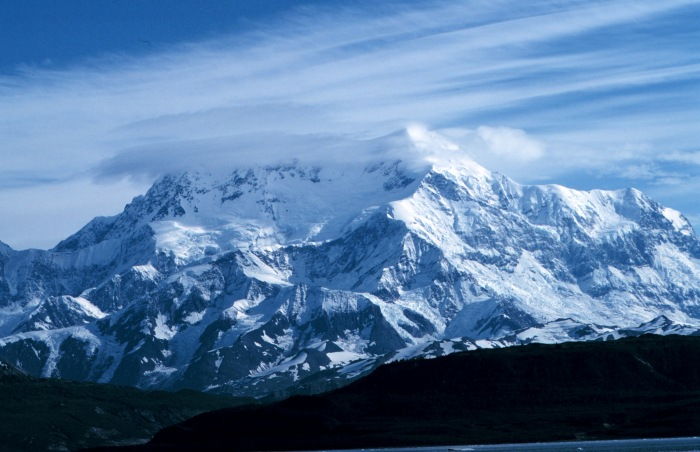
セイントイライアス山

セイントイライアス山（Mt. Saint Elias）とは、北アメリカ大陸の北西部に存在する山の1つである。山頂の標高は5,000メートルを超えている。山頂にカナダとアメリカ合衆国の国境が通っている。セイントイライアス山を含めた一帯は、1979年からはUNESCOの世界遺産（「クルエーン/ランゲル＝セント・イライアス/グレイシャー・ベイ/タッチェンシニー＝アルセク」）に登録されていて、カナダやアメリカ合衆国からも国立公園（カナダのクルエーン国立公園およびアメリカ合衆国のランゲル・セイントイライアス国立公園）に指定されている。

## 概要
セイントイライアス山は、北緯60度17分、西経140度56分付近に位置していて、セイントイライアス山地を構成する山の中でもよく知られた山の1つである。山頂の標高は5,489メートル
。
これは、セイントイライアス山地で2番目に標高の高い山であり、カナダ内でも2番目に高い山であり、アメリカ合衆国内でも2番目に高い山に当たる。北米では4番目に高い。
また、セイントイライアス山は海岸付近の低地帯から、たったの16キロメートルほどの近距離に山頂が存在しているという点が特筆に価する。このことが意味するのは、すなわち、この山が急峻（勾配が急）であるということである。山頂部はほとんど垂直に近いくらいの傾斜を持っていて、これはマッキンリー山やヒマラヤ山脈の山々とも比較されるくらい険しいことで知られている。

## 山の呼称について

### 先住民による呼称
ヤクタトに住むトリンギットは、この山をトリンギット語で「氷で閉ざされた湾の奥にある山」という意味の「ヤースエイタア・シャア」と呼ぶ。また、同じくトリンギット語で、「山、巨大」という意味の「シャア・トゥレイン」とも、時々ながら呼ぶことがある。なお、かつては付近のトリンギットが、この付近を移動する時に、この山をランドマークとなる山の1つとして重要視していたことで知られる
。

### セイントイライアスという呼称について
この山の「セイントイライアス」という名称は、ロシアの探検家のヴィトゥス・ベーリングが、1741年7月16日にここを訪れた時に命名したという説が存在する。その一方で、ベーリングが命名を行ったのはセイントイライアス岬の方であって、この山の名前は18世紀に地図を作成した者が、セイントイライアス岬から名前を借用して、この山を「セイントイライアス山」と命名したという説も存在する。このうち、後者のセイントイライアス山はセイントイライアス岬から名称を付近の地図作成者が持ってきたものだとするのが、一般的となっている。

## 登山史
セイントイライアス山に初めて登頂を成功させた人物は、アブルッツィ公であったとされている。彼は1897年7月31日に、山岳写真家のビトリオ・セラ（Vittorio Sella）を伴って、この登頂を記録させた。その後、知られている中で彼の次に山頂まで登ったのは、半世紀近く後の1946年に、ハーバード山岳クラブ（Harvard Mountaineering Club）のメンバーが、南西の尾根を経由したルートで登頂に成功したとされている。この登頂は、山岳史記録家のディー・モリナー（Dee Molenaar）によって記録されている。なお、この時のパーティーは、ディー・モリナーの他に、コーネリアス・モリナー（Cornelius Molenaar）、アンドリュー・カウフマン（Andrew Kauffman）、ベティー・カウフマン（Betty Kauffman）、メイナード・ミラー（Maynard Miller）、ウィリアム・ラタディ（William Latady）、ベンジャミン・フェリス（Benjamin Ferris）による7人パーティだったとされている。ただし、この他にウィリアム・パトナン（William Putnam）も登山に参加していたのだが、彼は山頂までは登らなかった。ちなみに、この8人の中には1人女性が含まれているわけだが、この1946年頃においては、登山パーティーに女性が含まれているということ自体がやや珍しいことであった。登頂までに彼らは11泊を要しており、うち8泊はアイシィー湾からセイントイライアス山に近づくために行い、残りの3泊はセイントイライアス山の山中で行った。しかも、彼らは食料を空輸して投下してもらうというサポートを受けながらの登頂であった
。

## 映画
2007年に、オーストリアのドキュメンタリー映画として『セイントイライアス山』という作品が制作された。ただし、映画の編集作業が終わって公開されたのは、2009年のことである。この映画では、この地球上で最も長くスキーで滑走可能なゲレンデを作ることを試みている。このためにセイントイライアス山に登り、その山頂からアラスカ湾までの標高差5,489メートルをスキーで滑走することを試みた。なお、この映画においてスキーによる滑走が実現した標高差は、このうちの約3,958メートルであった
。